# 中华人民共和国人民警察
中华人民共和国人民警察，通称中国人民警察，简称人民警察、民警，是中华人民共和国职业警察的法定名称，根據《中华人民共和国人民警察法》而設立。
中华人民共和国公安部、国家安全部、司法部和最高人民法院、最高人民检察院等机构是各自下属的人民警察的最高领导和指挥机关，均接受中共中央政法委员会的领导。人民警察根据有关法律规定，在其职权范围内有一定的执法权。
由中央军事委员会领导管理的中国人民武装警察部队是国家武装力量之一，不属于人民警察序列:第二条。

## 职责权限
根据《中华人民共和国人民警察法》第一章总则里的第二条和第二章职权里的第六条：
“人民警察的任务是维护国家安全，维护社会治安秩序，保护公民的人身安全、人身自由和合法财产，保护公共财产，预防、制止和惩治违法犯罪活动。”:第二条
“公安机关的人民警察按照职责分工，依法履行下列职责：
1. 预防、制止和侦查违法犯罪活动；
2. 维护社会治安秩序，制止危害社会治安秩序的行为；
3. 维护交通安全和交通秩序，处理交通事故；
4. 组织、实施消防工作，实行消防监督；
5. 管理枪支弹药、管制刀具和易燃易爆、剧毒、放射性等危险物品；
6. 对法律、法规规定的特种行业进行管理；
7. 警卫国家规定的特定人员，守卫重要的场所和设施；
8. 管理集会、游行、示威活动；
9. 管理户政、国籍、入境出境事务和外国人在中国境内居留、旅行的有关事务；
10. 维护国（边）境地区的治安秩序；
11. 对被判处拘役、剥夺政治权利的罪犯执行刑罚；
12. 监督管理计算机信息系统的安全保护工作；
13. 指导和监督国家机关、社会团体、企业事业组织和重点建设工程的治安保卫工作，指导治安保卫委员会等群众性组织的治安防范工作；
14. 法律、法规规定的其他职责。”[3]:第六条

## 稱謂

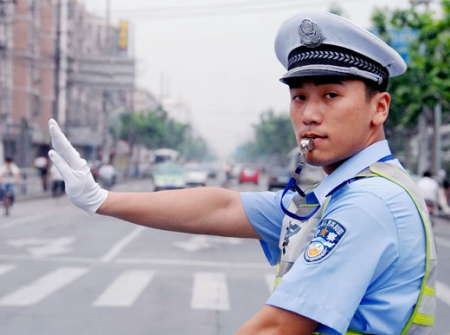
某地公安机关的交通警察

中国人民警察帽徽（99式）

在中国大陆，“人民警察”是指执法人员的身份，而“公安”或“警方”是指特定的政府机构，即公安机关。监狱警察、司法警察等队伍虽然也是警察编制，但由于工作性质特殊，一般不称“警方”。
在21世纪之前，公安民警经常使用“公安”作为标识和称谓，而较少使用广泛意义上的“警察”。另外，公安民警负责绝大部分的治安和刑事案件，成为了民众最常接触的警种。这些原因导致了部分民众——尤其是香港、台湾和海外华人——将大陆的警务人员称为“公安”，这是不准确的。
人民警察的制服、车辆涂装总体上保持了一致的风格，其主要区别是反映各警种所属部门的字样，即“公安”、“司法”、“国安”、“法院”和“检察”。

## 警力配置
截至2020年，公安机关共有约200万名警察。在派出所工作的约占27%。平均每所9.3人。其中全国城区派出所一共有11,492个，一共占用警察力量202,060个，平均17.6个；编制镇派出所19,414个，警察力量157,900个，平均8.1个；建制乡派出所12,866个，警察力量60,020个，平均4.7个。其餘的警力分布在治安大隊、刑警大隊、经济犯罪侦查大队、禁毒大队、交警大隊等多個大隊，及警令部、政治部、后勤保障等综合管理部门。

### 海外
一部分省市的公安局除在其辖区范围外也在中国境外设立“警侨事务海外服务站”，以向全球的华人华侨提供包括警务协助、打击涉侨犯罪活动、办理证件以及报告公民身份变化在内等一系列服务。其中以福州市公安局所辖数量最多。截至2022年，该平台已在21个国家的华侨定居点设立了54个“警侨事务海外服务站”，其中分属于福州市公安局的占38个，分属于福州公安局的“海外110”已受理来自88个国家和地区2,000余件报警求助个案。

## 警种
s:中华人民共和国人民警察法第二条：
“人民警察包括公安机关、国家安全机关、监狱、劳动教养管理机关的人民警察和人民法院、人民检察院的司法警察。”

### 公安机关人民警察

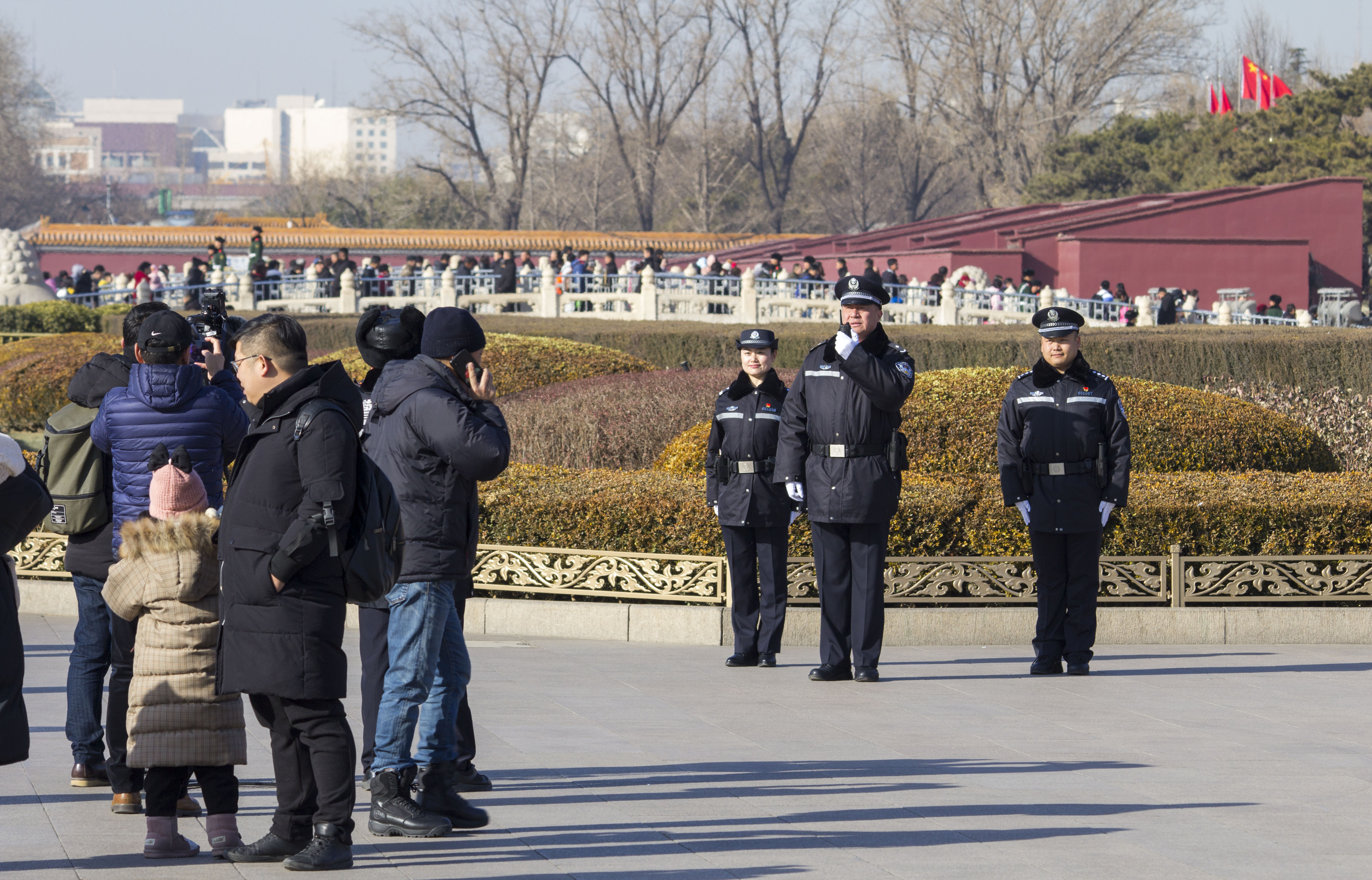
2019年春节前夕，中共中央总书记、国家主席、中央军委主席习近平通过视频连线向在天安门城楼前执勤的人民警察致以问候。

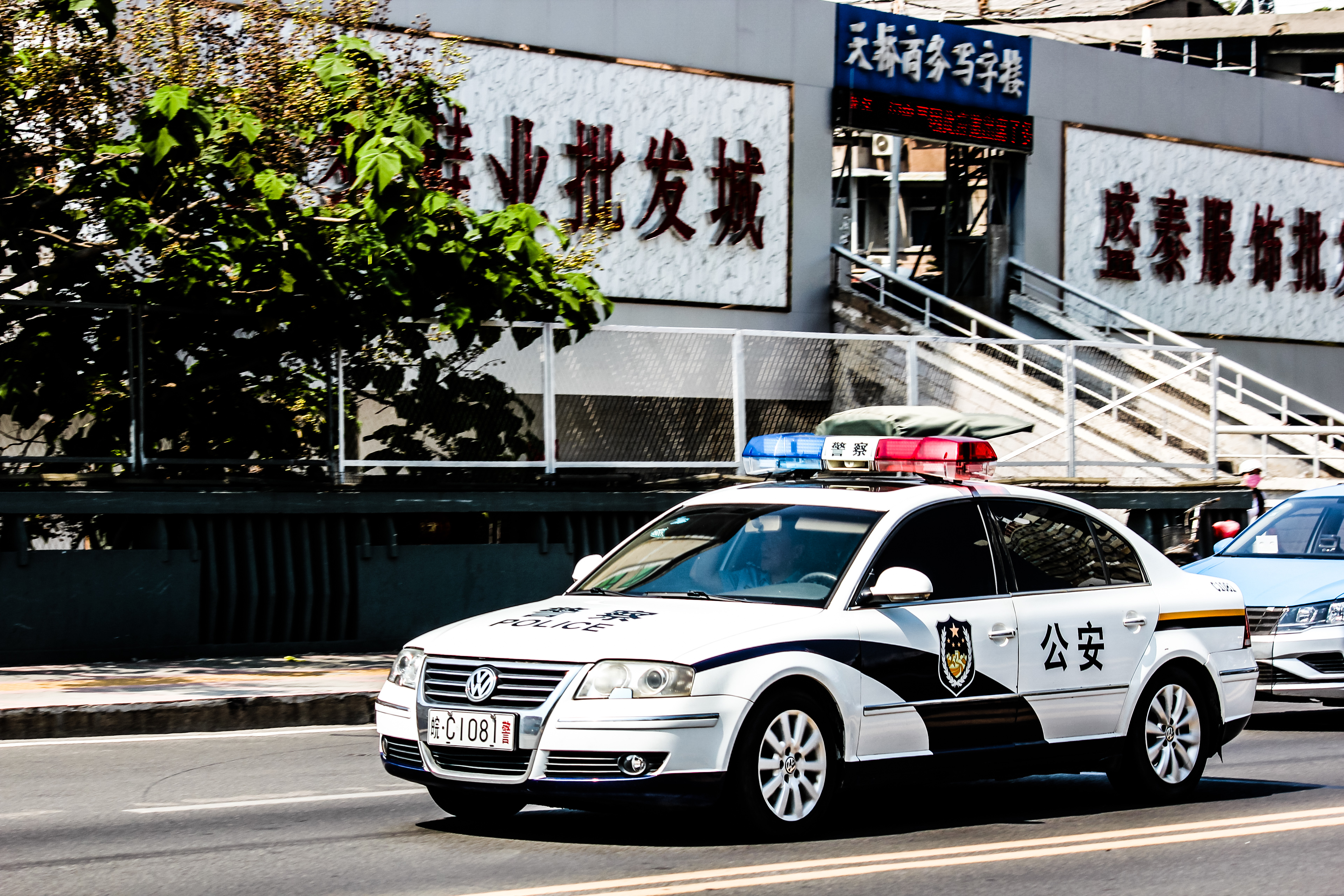
安徽省蚌埠市公安局的警车

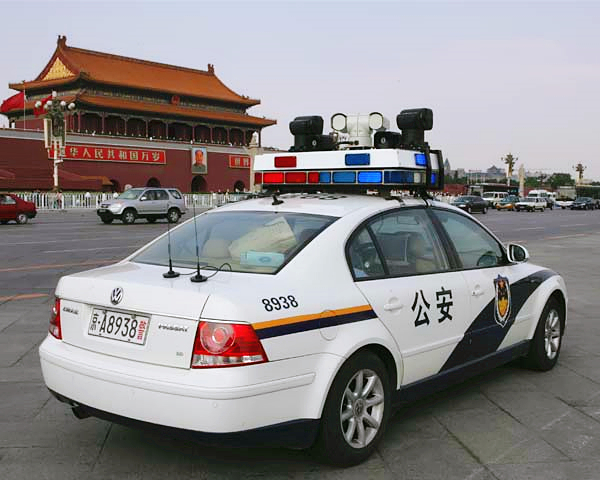
停在北京市天安门前的警车

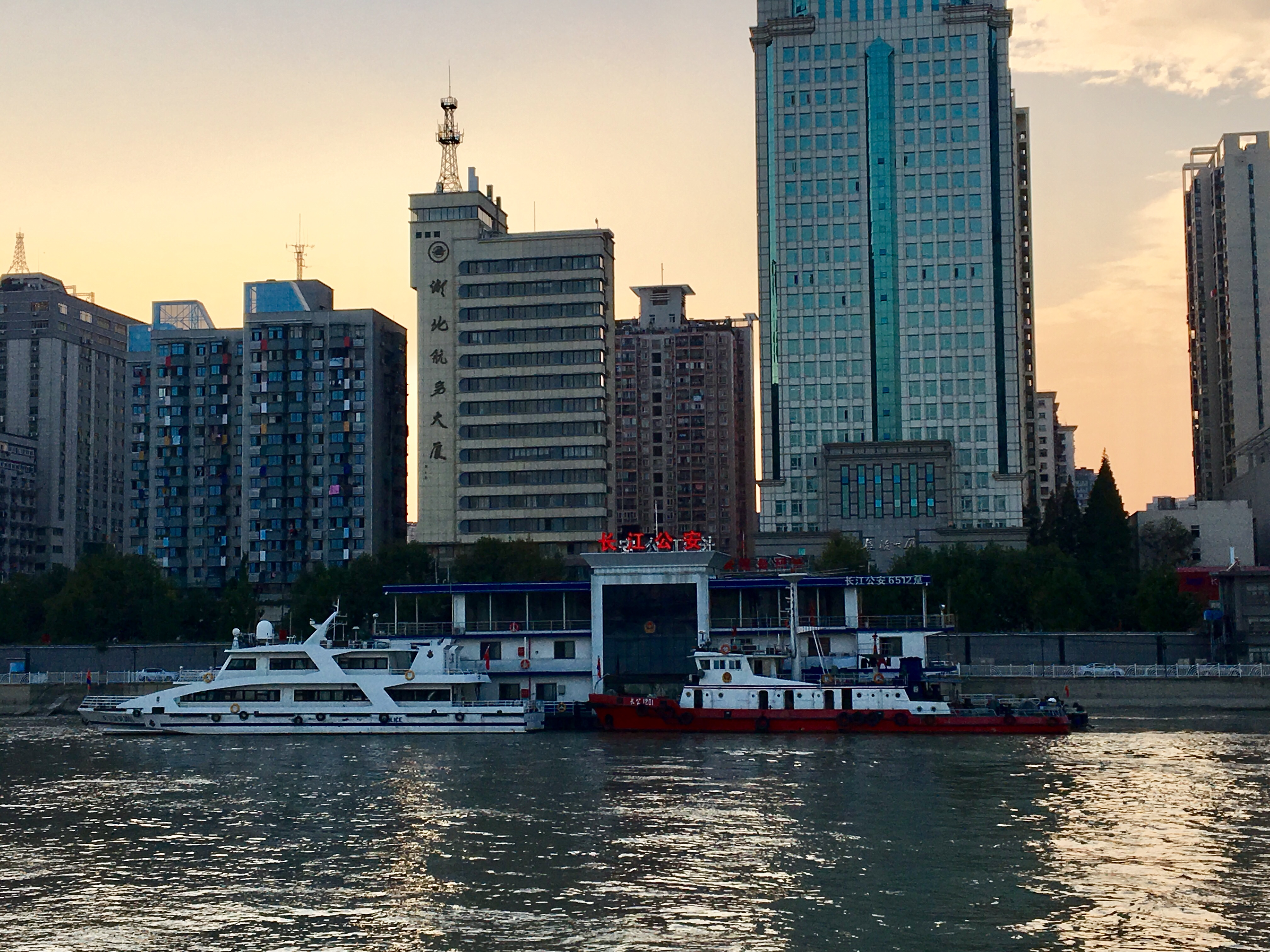
停泊于武汉市水上公安码头的警用巡逻船，属于长江航运公安局

由中华人民共和国公安部管理及領導的人民警察是公安机关人民警察，简称公安民警或公安干警（即“公安干部和警察”）。公安机关的外聘人员（如辅警、巡防）都不是人民警察，不属于公务员。
由公安机关管理的人民警察警种包括，
- 刑事警察：负责进行刑事侦查，预防刑事案件。管理刑事警察的全国性机关是公安部刑事侦查局（公安部五局）。
- 经济犯罪侦查警察：负责进行经济犯罪侦查，预防经济刑事案件。管理经济犯罪侦查警察的全国性机关是公安部经济犯罪侦查局（公安部二局）。
- 治安警察：负责预防、发现和制止一般违法犯罪，处理集会游行示威等群体性事件，维护公共场所的治安秩序，管理特种行业和危险品，依《治安管理处罚法》处置治安行政执法案件。管理治安警察的全国性机关是公安部治安管理局（公安部三局）。
- 食品药品侦查警察：负责处置食品药品、知识产权、生态环境、森林草原、生物安全案件。管理食品药品侦查警察的全国性机关是公安部食品药品犯罪侦查局（公安部七局）。
- 特勤警察：负责党和国家领导人、省级主要领导人及重要来访外宾警卫任务。管理特勤警察的全国性机关是公安部特勤局（公安部八局）。
- 铁路警察：负责处置铁路行政执法案件和铁路运输的其他违法犯罪。管理铁路警察的全国性机关是公安部铁路公安局（公安部十局）。
- 网络安全保卫警察：负责监察公共互联网网站内容、电子邮件、聊天信息和访问记录。依《网络安全法》处置互联网行政执法案件。可以使用域名劫持、关键词过滤、网络嗅探、网关IP封锁、电子数据取证等技术来过滤、获取有关情报信息；查禁、封堵和阻断可能会破坏民族和国家统一、颠覆国家政权、危害国家安全、色情淫秽类等有害信息；查处网络和计算机违法犯罪；备份、调取有关电子证据等。管理网络安全保卫警察的全国性机关是公安部网络安全保卫局（公安部十一局）。
- 监所警察：负责看守所、拘留所、收容教育所、强制医疗所、强制隔离戒毒所的管理工作。管理监所警察的全国性机关是公安部监所管理局（公安部十三局）。
- 交通警察：简称“交警”，负责指挥道路交通，依《道路交通安全法》处置交通行政执法案件，依法查处道路交通违法行为和交通事故；维护城乡道路交通秩序和公路治安秩序；开展机动车辆安全检验、牌证发放和驾驶员考核发证工作；开展道路交通安全宣传教育活动；道路交通管理科研工作；参与城市建设、道路交通和安全设施的规划。组织宣传交通法规，依法管理道路交通秩序，管理车辆、驾驶员和行人，教育交通违章者，勘查处理交通事故，以维护正常的交通秩序，保证交通运输的畅通与安全。 但其职责并不包括铁路、港航、民航的交通管理。管理交通警察的全国性机关是公安部交通管理局（公安部十七局）。
- 外事警察：负责外国驻华使馆的安全，或者常驻中国驻外使领馆进行警务联络工作。管理外事警察的全国性机关是公安部国际合作局（公安部十九局）。
- 禁毒警察：负责涉毒犯罪的侦查。管理禁毒警察的全国性机关是公安部禁毒局（公安部二十一局）。
- 政治安全保卫警察：负责维护国家安全和社会政治稳定，依法处置违反国家统一和民族团结的案件，维护宪法确立的基本政治原则。管理国内安全保卫警察的全国性机关是公安部政治安全保卫局（公安部一局）、公安部防范和处理邪教犯罪工作局（公安部四局）。
- 户籍警察：负责办理户籍管理事务。管理户籍警察的全国性机关是公安部治安管理局户籍管理处（公安部三局四处）。
- 巡逻警察：负责在巡逻中预防、发现和制止一般违法犯罪，处理集会游行示威等群体性事件，维护公共场所的治安秩序，管理特种行业和危险品，依《治安管理处罚法》处置治安行政执法案件。是地方公安机关设立的一类警种，部分地区与交通警察合并为交巡警。
- 航运港口警察：负责处置水上行政执法案件和水路航运的其他违法犯罪。是地方公安机关设立的一类警种。
- 移民警察：即中国边检，负责办理移民管理事务、执行出入境边防检查任务，依《公民出入境管理法》和《外国人出入境管理法》处置出入境行政执法案件。管理移民警察的全国性机关是国家移民管理局。
- 警务督察：负责监督公安机关人民警察的行政执法行为，依《人民警察法》处置人民警察行政执法中的违法案件。管理警务督察的全国性机关是公安部督察审计局。
- 特种警察：负责执行反恐、打击严重暴力犯罪、营救人质、重要安保、控制暴乱、处理爆炸物等高风险勤务。管理特种警察的全国性机关是公安部反恐怖局（公安部六局）。

由公安部门与其他政府部门双重领导的行业警察警种包括，
- 海关缉私警察：负责处置海关走私案件。管理海关缉私警察的全国性机关是海关总署缉私局（公安部十四局）。
- 民航警察：负责处置空中和机场内的行政执法案件、民航飞行安全维护和处理劫机等突发空中安全情态。管理民航警察的全国性机关是中国民用航空局公安局（公安部十五局）。下设中国民航空中警察总队。

### 国家安全机关人民警察
由中华人民共和国国家安全部管理及領导的人民警察是国家安全机关人民警察，简称国安民警或国安干警（即“国家安全干部和警察”），负责情报收集分析、反间谍等国家安全工作。
尽管国安民警和公安政保民警的职能有所重叠，但两者是不同的警种。

### 司法行政机关人民警察
由中华人民共和国司法部管理及領導的人民警察是司法行政机关人民警察，简称司法行政民警。司法行政民警不是司法警察。
由司法行政机关管理的人民警察警种包括，
- 监狱人民警察：简称监狱民警，负责管理司法行政机关下属的监狱。拥有监狱内侦查权和对逃犯的追捕权。管理监狱民警的全国性机关是司法部监狱管理局。
- 戒毒所人民警察：简称戒毒民警，负责管理司法行政机关下属的戒毒所，并负责强制隔离戒毒、戒毒康复、轻刑罪犯教育矫治工作。管理戒毒民警的全国性机关是司法部戒毒管理局。

### 人民法院司法警察

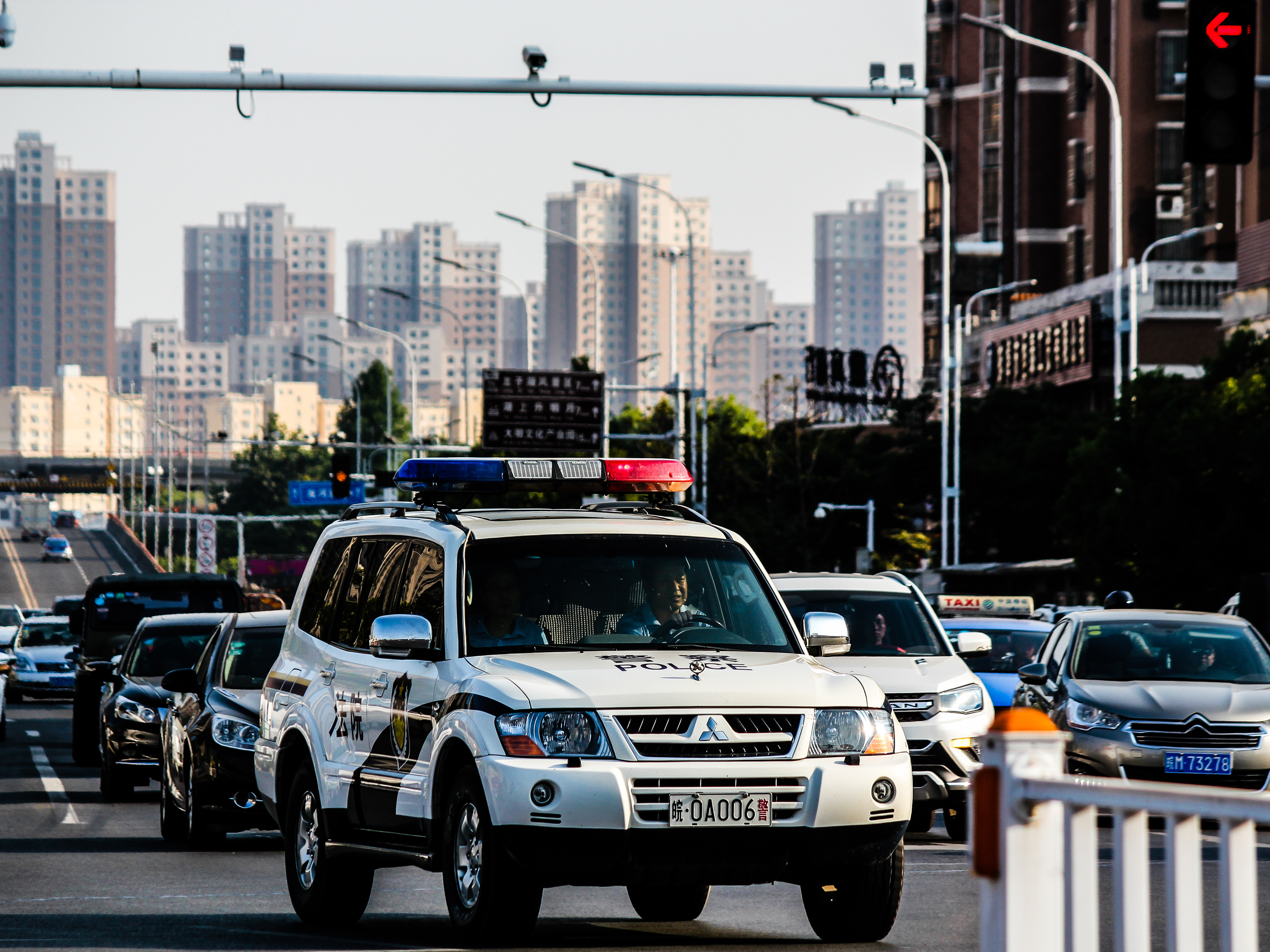
正在安徽省街道上行驶的法院警车

由中华人民共和国最高人民法院管理和領導的人民警察是人民法院司法警察，简称法院法警，负责维护法庭秩序、押解看管被告人、执行法院判决等。
各级审判机关都设立了司法警察机构。最高人民法院设司法警察局，高级人民法院设司法警察总队；中级人民法院设司法警察支队；基层人民法院设司法警察大队。

### 人民检察院司法警察
由中华人民共和国最高人民检察院管理和領導的人民警察是人民检察院司法警察，简称检察院法警，负责协助检察官侦查、押解看管嫌疑人、送达法律文书等。
各级检察机关都设立了司法警察机构。最高人民检察院设司法警察局；省、自治区、直辖市人民检察院设司法警察总队；省、自治区、直辖市人民检察院分院和自治州、省辖市人民检察院设司法警察支队；县、市、自治县和市辖区人民检察院设司法警察大队。

## 装备
通常情况下，民警并不会配备枪械执行勤务，除非遇到特殊情况或在特定区域（例如深圳）执勤。在大多数情形下，他们主要配备警棍等非致命性警用器械。若需动用枪支等杀伤性武器，则必须提前向其上级申请并进行备案。

### 警犬
自1950年代起从苏联和东德引进东德牧羊犬，并以此犬种为蓝本培育出本土犬种昆明犬。1980年代之后，由于东德牧羊犬过于凶猛，在出警时曾发生咬伤过路民众等意外，中国警方开始引进性格相对温和的西德牧羊犬作为补充，大部分用作刑侦犬。

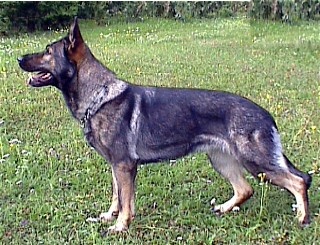
东德牧羊犬
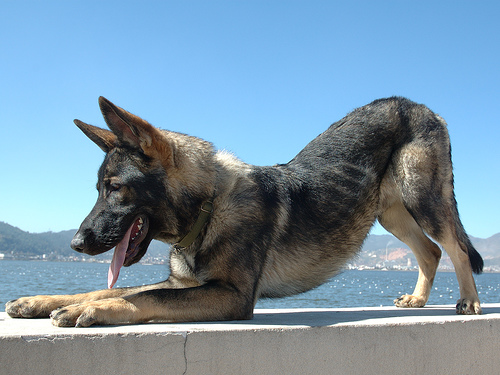
昆明犬
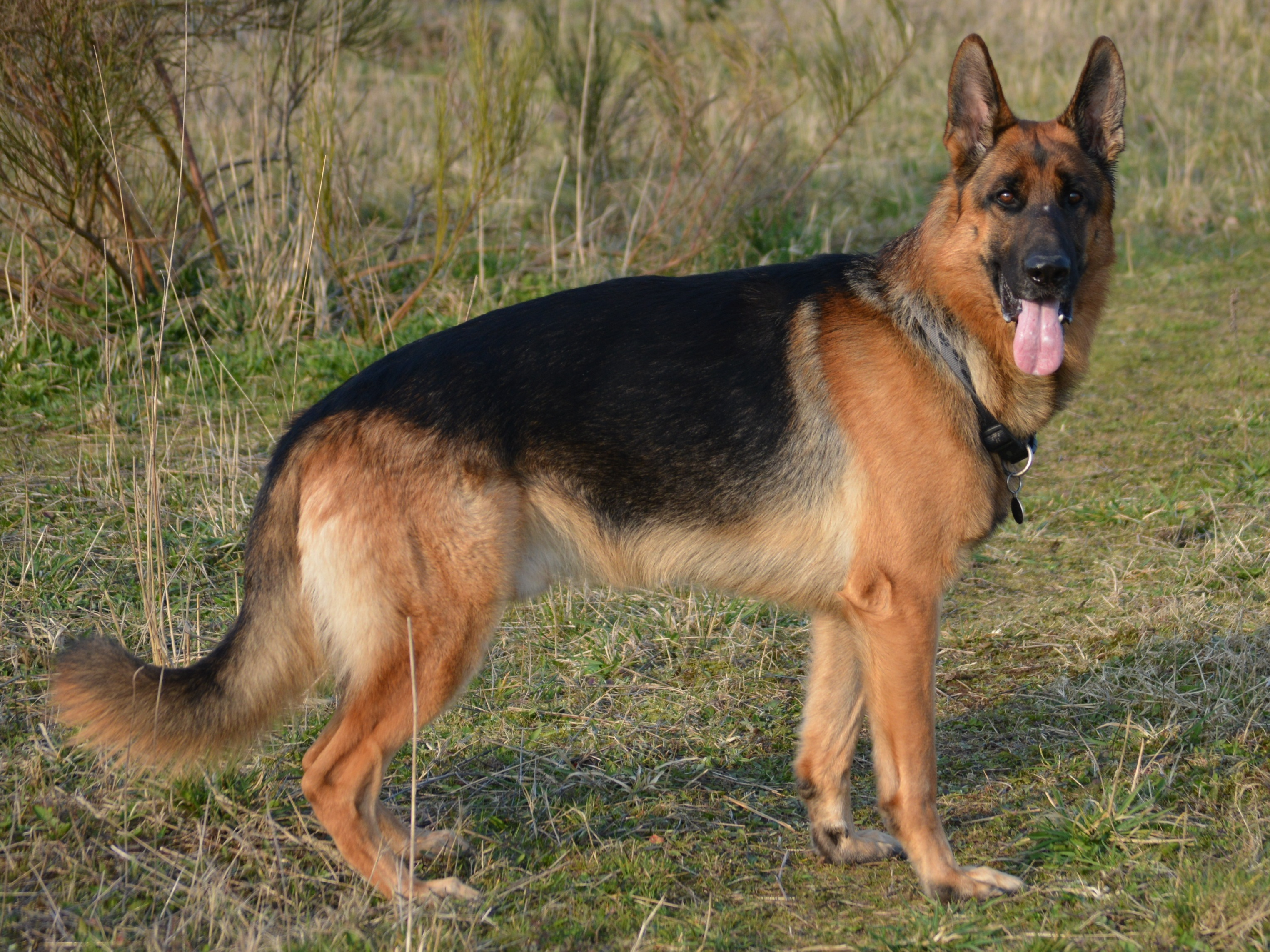
西德牧羊犬

## 象征

### 警徽和警旗
1955年式警徽图案的设计模仿自1950年代至1970年代末期苏联警徽图案的设计，采用圆形金色光芒包围国徽的图案，但没有天安门图案。
1983年式警徽图案的设计模仿自1970年代末期之后苏联警徽图案的设计，基本要素为国徽（带有天安门图案）、盾牌、松枝和飘带。与苏联警徽相比，该版警徽的盾牌底色由苏联警徽的红色光芒改为蓝天，并在盾牌下方加入了凸显中国特色的长城图案，盾牌形状也与苏联警徽略有不同。长城、松枝、飘带皆为金黄色。国徽象征国家，盾牌象征人民警察保卫国家和人民的本职工作，长城代表人民警察为维护国家安全、社会稳定的钢铁长城，松枝象征人民警察的品质。该版警徽自1983年起使用至今。
2020年8月26日，中国人民警察警旗授旗仪式在人民大会堂举行。中共中央总书记习近平向中国人民警察队伍授旗并致训词。警旗旗面由红蓝两色组成，红色为主色调，警徽居旗帜左上角。

### 警服

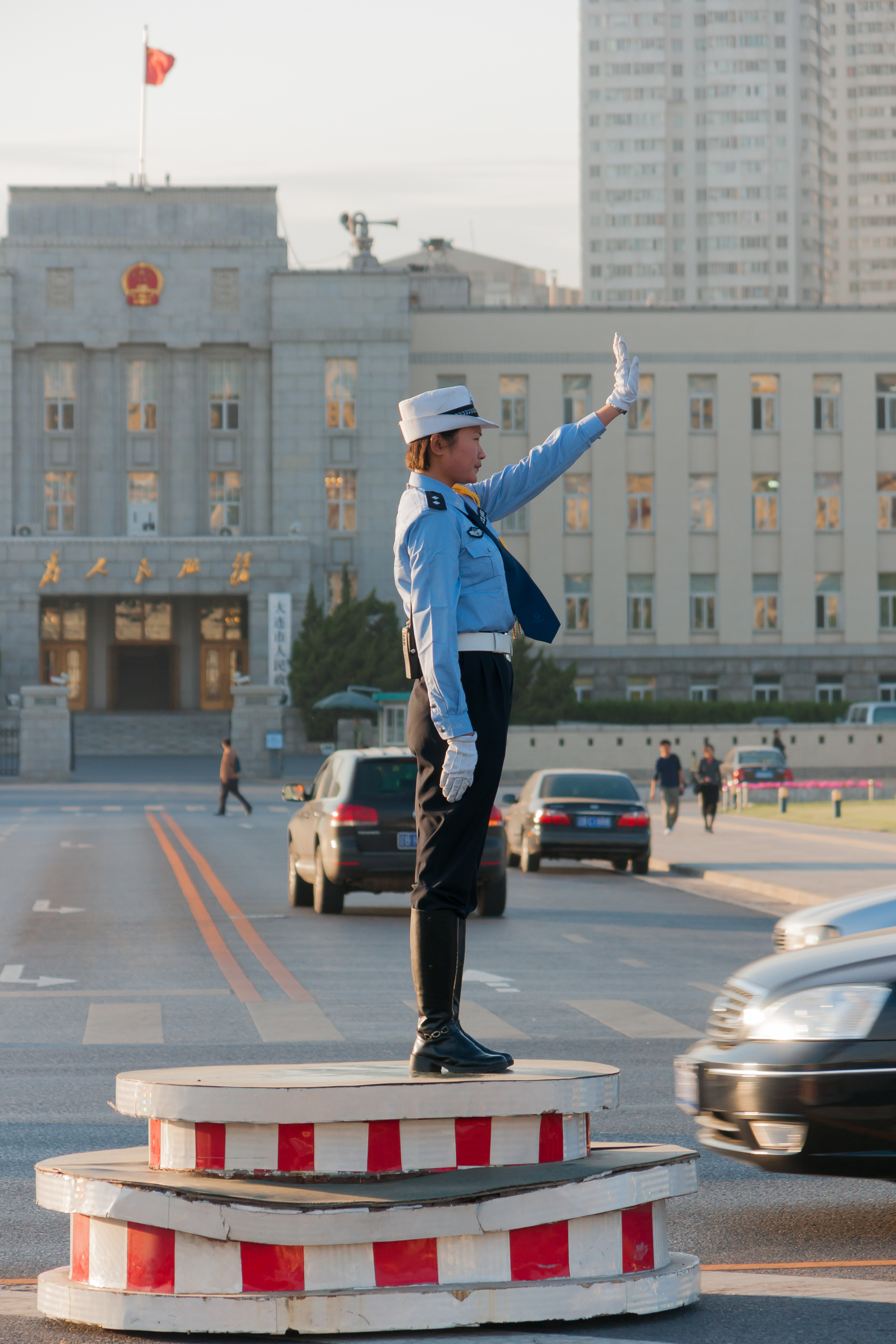
2009年5月，正在指挥交通的着99式夏季警服执勤的一位大连女交警。

中华人民共和国成立后，人民警察制服曾推出八代，分别是50式、55式、58式、66式、72式、83式、89式和现在的99式。
现行人民警察所穿着的制服为99式警服，自2000年10月1日起正式启用。99式警服的颜色选用与国际上警服主流色调相一致的藏蓝色（高级警官为白色衬衣），完全同军队的绿色相区分，形成鲜明的警察制服体系；功能上强调适应、便于警察执法。该款警服分常服、长短袖制式服、执勤服和多功能服四种，分别适用不同场合和工作需要。在99式警服使用之初，大部分警察所穿着的长袖和短袖制式衬衣、领带的颜色为灰色。北京警方除了交通警察穿着的为浅蓝色衬衫外，其余为铁灰色衬衣及浅灰色领带；而上海警方自1999年更换警服以来，全部着浅蓝色衬衫，扎系深蓝色领带。2005年7月，公安部发布通知，要求高级警官以下警察统一穿着浅蓝色衬衣（包括长袖制式衬衣、短袖制式衬衣、内穿衬衣），扎系深蓝色领带；高级警官着白色衬衣不变。
在99式警服启用前，不少外籍人士在第十一届亚洲运动会等重大国际活动中，一直把执勤警察误认为军人（之前使用的警服设计与军服类似，同为军绿色），对中国的国际形象受到影响。99式警服启用后，这一问题也得到了解决。
2021年1月13日，经中共中央、国务院批准，中华人民共和国在现行警服体系中增列警礼服。3月4日，公安部、司法部、财政部联合印发了《关于在“99”式警服体系中增列警礼服的通知》，警礼服正式列装，品种包括警礼服、礼服白衬衣、礼服警帽、礼服皮鞋，以及礼服领带、绶带、姓名牌、礼服胸徽、礼服肩章、从警章等配套服饰。民警可根据工作需要，个人按需申领，警礼服不分季节，四季通用，人民警察在参加重大纪念、庆典、外事等活动和礼仪场合可穿着警礼服。

### 誓詞
2021年11月18日，中華人民共和國公安部组织对《人民警察入警誓词》进行修订，公布《公安机关人民警察誓词》。

誓词全文如下：
| “             | 我是中国人民警察，我宣誓： 坚决拥护中国共产党的绝对领导，矢志献身崇高的人民公安事业，对党忠诚、服务人民、执法公正、纪律严明，为捍卫政治安全、维护社会安定、保障人民安宁而英勇奋斗！ | ” |
| ——宣誓人：XXX | |   |

## 劳动保护
2016年全国公安系统共有362名民警因公牺牲，4913人因公负伤。2017年全国公安机关共有361名人民警察因公牺牲，6234人因公负伤。2018年301名公安民警、141名警务辅助人员因公牺牲，1.2万余人因公负伤。2019年280名公安民警、147名警务辅助人员因公牺牲，11910人因公负伤。2020年315名民警、165名辅警因公牺牲，4941名民警、3886名辅警因公负伤。2021年261名民警、131名辅警因公牺牲，4375名民警、3420名辅警因公负伤。2022年308名民警、179名辅警因公牺牲，4334名民警、3470名辅警因公负伤。据统计，中华人民共和国建国以来，全国公安机关共有1.6万余名民警因公牺牲，30多万名民警因公负伤。
由于警力配置不科学等原因，基层民警不得不长年加班加点，即使节假日也无法休假，工作忙，任务重，身体透支明显。对基层民警来说，加班加点早已成为一种工作常态。这让民警经常处于高度的紧张状态，长期难以得到休整。有调查数字显示，很多民警双休日、法定假日得不到休息，每天的工作时间在十几个小时以上，每年加班多达数百小时，相当于比普通公务员每年多工作十几个甚至几十个工作日。公安基层民警一般每两天或者三天值班24小时不休息，24小时值班后第二天仍得不到休息。2014年，全国有393名民警牺牲、5624名民警受伤，牺牲民警平均年龄45.3岁，其中有201名民警猝死，占牺牲总数的51%；这些猝死的民警中，或因工作劳累过度而致突发疾病猝死，或因积劳成疾、长期未愈而猝死。劳累是他们猝死的最根本原因。
作为管理社会治安、维护社会稳定的人民警察成为违法犯罪分子频繁袭击的目标，而社会对人民警察执法受侵犯问题并不关注，袭警案件屡见不鲜，许多警察在执行职务过程中受伤甚至牺牲。当前民警执法权益受侵害的情形主要有，第一項是不法分子使用暴力攻击、谩骂侮辱、恐吓威胁等方法阻碍民警依法履行职责、行使职权；第二項是不法分子进行恶意投诉举报、诽谤侮辱；第三項是民警执行公务，依法使用武器警械、强制措施过程中违法犯罪嫌疑人出现意外事件，却被错误纪律处分甚至被定罪判刑，导致人民警察挨打不敢还手的情况时有发生；第四項是一些地方领导指令民警越权参与非警务活动。
2018年12月29日，公安部发布《公安机关维护民警执法权威工作规定》，明确公安民警依法履行职责、行使职权受法律保护，不受妨害、阻碍，民警及其近亲属的人身财产安全不因民警依法履行职责、行使职权行为受到威胁、侵犯，民警及其近亲属的人格尊严不因民警依法履行职责、行使职权行为受到侮辱、贬损。行为人实施侵犯民警执法权威的行为，构成犯罪的，依法追究刑事责任；尚不构成犯罪，构成违反治安管理行为的，依法给予治安管理处罚。规定还明确了侵犯民警执法权威的具体情形、处置要求，对民警受到侵犯后的申请救济、案件督办、职务行为认定、澄清证明以及落实相关工作责任等方面提出要求，并将警务辅助人员、民警近亲属一并纳入保护范畴。而后在2020年1月11日，最高人民法院、最高人民检察院、公安部联合印发《关于依法惩治袭警违法犯罪行为的指导意见》，是中国首部专门惩处袭警违法犯罪行为的规范性文件。《指导意见》明确，对民警人身直接实施撕咬、踢打、抱摔等直接攻击以及对民警正在使用的警用车辆、警械等警用装备进行打砸等破坏，间接对民警人身进行攻击的行为均属于暴力袭警行为，应当适用刑法关于袭警从重处罚的规定。对使用凶器、危险品、驾驶机动车袭警等手段恶劣；造成民警轻微伤、警用装备严重毁损、造成他人伤亡、公私财产损失、犯罪嫌疑人脱逃、毁灭证据等严重后果；多人袭警或袭击民警二人以上；具有同类前科等7类情形，酌情再作进一步从重处罚，且一般不得适用缓刑。对于驾车冲撞、拖拽民警以及抢夺、抢劫民警枪支，危害公共安全或民警人身安全的，依法适用以危险方法危害公共安全罪、抢劫枪支罪、抢夺枪支罪、故意杀人罪等罪名。